# Encoptarthria
Encoptarthria Main, 1954 è un genere di ragni appartenente alla famiglia Gnaphosidae.

## Distribuzione
Le 5 specie note di questo genere sono diffuse in Australia: quattro di esse sono endemismi dell'Australia Occidentale.

## Tassonomia
Le caratteristiche di questo genere sono state determinate dallo studio degli esemplari tipo di Encoptarthria serventyi Main, 1954.
Questo genere proviene dalla famiglia Prodidomidae; è stato trasferito nelle Gnaphosidae a seguito dello studio dell'aracnologo Murphy del 2007.
Non sono stati esaminati esemplari di questo genere dal 2011.
Attualmente, a settembre 2015, si compone di 5 specie:
- Encoptarthria echemophthalma (Simon, 1908)[2] — Australia occidentale
- Encoptarthria grisea (L. Koch, 1873) — Australia
- Encoptarthria penicillata (Simon, 1908) — Australia occidentale
- Encoptarthria perpusilla (Simon, 1908) — Australia occidentale
- Encoptarthria vestigator (Simon, 1908) — Australia occidentale

### Sinonimi
- Encoptarthria serventyi Main, 1954; posta in sinonimia con Encoptarthria echemophthalma (Simon, 1908), a seguito di un lavoro degli aracnologi Zakharov & Ovtcharenko del 2011[1].